# ナスレッディン・ホジャ

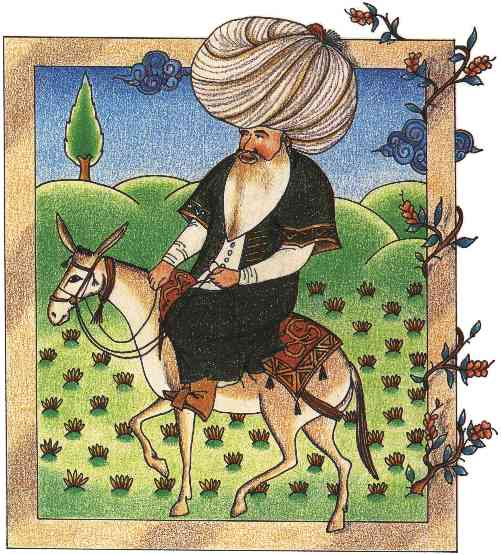
ホジャを描いた17世紀のミニアチュール（トプカプ宮殿所蔵）

ナスレッディン・ホジャ（Nasreddin Hoca）は、トルコ民話の登場人物。トルコ人の間で語り継がれる頓智話、小話の主人公であり、神話・伝説に現れるトリックスターの一人に挙げられる。ホジャの小話を集めた行状記はトルコのイソップ童話とも言われ、トルコ文学史上重要な作品の一つに数えられている。しかし、ホジャが実在の人物であるか、実在したとしてもいつの時代の人物であったかは明確ではない。

## ナスレッディン・ホジャの物語
ナスレッディン・ホジャの物語が初めて文字化されたのは、15世紀後半だと考えられている。物語のあらすじは基本的に単調で、最後に落ちがつく形式をとっている。ティムールなどとのやり取りを述べた一部の話を除き、日常生活を題材とする小話が多い。10世紀末にアラブ人の間で流行したジュハ物語など様々な逸話がホジャの物語の大元になっており、それらの物語は形式や内容を変え、あるいはほぼそのままホジャの逸話として語り継がれていると考えられている。その様々な逸話の寄せ集めという性質上、物語に現れるホジャは賢明・愚鈍・狡猾・勇敢・臆病など異なる性格を併せ持つキャラクターとなっている。
コーカサス、バルカン半島、中央アジアなど、ナスレッディン・ホジャの物語はアナトリア半島外のオスマン帝国の支配地域、テュルク（トルコ）系民族の居住地域で語り継がれている。トルコ人だけでなくイランやアフガニスタンの人間、北ヨーロッパのフィン人にもホジャの物語は伝わっている。西ヨーロッパには18世紀ごろに紹介され、19世紀に入ってナスレッディン・ホジャに関する研究が盛んになった。中国では阿凡提という名前で知られ、「機知人物（頓知話・知恵話の主人公）」の代名詞にもなっている。アラブ世界では「ルーム（アナトリア半島）のジュハー」「トルコのジュハー」、イランでは「モッラー・ナスロッディーン」の名前で知られている。カザフ語ではコジャナスル（Қожанасыр）、ウズベク語ではナスレッディン・アファンディ（Nasriddin afandi）、ウイグル語ではナスレディン・エペンディ（نەسىرىدىن ئەپەندى Nesiridin Ependi）、アゼルバイジャン語ではモッラー・ナスレッディン（Molla Nəsrəddin）と呼ばれている。アゼルバイジャンの風刺誌の『モッラー・ナスレッディン』の誌名は、ホジャの名前に由来する。
名前の「ナスレッディン」はアラビア語で勝利者を意味する「ナスル・ウッ・ディーン」、「ホジャ」はペルシア語の尊称であるハージュ（ホージャ）に由来する。エフェンディ（アファンディ、エペンディ）はトルコ語の敬称で 、「モッラー」はイスラームの知識人に対する尊称である。

## 実在説
ホジャを実在の人物とする説は、14世紀後半から15世紀前半のオスマン帝国のバヤズィト1世と同時代の人物とする説、13世紀のルーム・セルジューク朝の時代に生存していた説の二つに大別される。
ホジャの物語の中にはアンカラの戦いでバヤズィト1世を破ったティムールとのやり取りを書いたものが相当あり、ティムール、バヤズィト1世の治世にホジャが存命していたことになる。17世紀にアクシェヒルを訪れたトルコの旅行家エヴリヤ・チェレビはホジャがムラト1世、バヤズィト1世の時代の人物であると記述し、19世紀後半にトルコの文学者メフメト・テヴフィクは自身が編集したホジャの物語集の序文で彼がバヤズィト1世の時代の人物であると述べた。テヴフィクによるホジャの物語集が1890年にドイツ語に訳されたため、一時期ホジャをバヤズィト1世と同時代の人物とする説がヨーロッパでも広く信じられていた。しかし、エヴリヤ・チェレビが紹介した「ホジャのティムールの値踏み」は詩人アフメディーとティムールのやり取りがホジャを主人公とする頓知話に書き換えられたものだと見なされており、バヤズィト1世と同時代の人間とする説には批判が加えられている。
ホジャの小話の中には13世紀のトルコの詩人シェイヤド・ハムザが登場するものがあり、また古版本にはホジャが「アラーウッディーン(Alâeddin)」という名前のスルターンと出会う物語が述べられている点から、ホジャを13世紀のルーム・セルジューク朝の人物とする考えが存在する。1918年にトルコの文学者・政治家のフアト・キョプリュリュはホジャをルーム・セルジュークの人物とする学説を展開し、ヒジュラ暦605年（1208年/9年）にホジャがスィヴリヒサール近郊のホルト村でイマーム（宗教指導者）のアブドゥッラー・エフェンディの子として生まれ、ヒジュラ暦635年（1237年/8年）にイマームの地位を他人に譲ったホジャはアクシェヒルに移住し、ヒジュラ暦683年（1284年/5年）に没したと説明した。
1940年にはイスマーイール・ハーミ・ダーニシュメンドによって、13世紀後半にカスタモヌ地方を支配したベイリク国家のチョバンオウル侯国の王子ナースルッディーン・マフムードをホジャの正体とし、キョプリュリュの主張よりもやや後の時代の人物とする説が唱えられた。ダーニシュメンドが依拠したパリの国立図書館に収蔵されている史料には、ナースルッディーン・マフムードがルーム・セルジューク朝のマスウード2世に仕え、イルハン朝から派遣されたガイハトゥを機知と弁舌によって丸め込んだことが記されている。1945年にイブラーヒーム・ハック・コンヤルはホジャを14世紀末の人物とする説、キョプリュリュ、ダーニシュメンドらの説に批判を加えながらも、やはりルーム・セルジューク時代の人間だと結論付ける。
コンヤのメヴラーナ博物館にはホジャの娘ファーティマのものとされる、14世紀前半に没した人物の墓碑が収蔵されている。オスマン皇帝メフメト2世の教師であるフズル・ベイはホジャの子孫とされ、テヴフィクは16世紀末のムラト3世の時代のイスタンブールにホジャの子孫が現れた逸話を紹介している。

## 非実在説
フランスのルネ・バッセは10世紀末にアラブ世界で流行したクーファのジュハを主人公とする頓知話・小話がアナトリア半島に口伝にもたらされ、物語がトルコ語に翻訳された際に「ジュハ」が「ホジャ」に転訛したと主張した。バッセの説に対して、ヴェッセルスキイ(ドイツ語版 Albert Wesselski) はホジャが生存したとされる時代より前のジュハの小話にホジャの物語の起源と断定できるものは無いと反論、さらにハルトマン(英語版 Martin Hartmann) によりホジャの物語は世界各地で見られる滑稽話・頓知話にトルコ的な装飾が加えられたものであるため、ホジャ自体の実在性は大きな問題ではないとする指摘も現れた。また、アラブ世界の学者からもジュハ物語をホジャの物語とする説が出されている。
バイラクタレヴィッチ(ボスニア語版 Fehim Bajraktarević) はバッセの主張の大部分を肯定し、13世紀末から14世紀のアナトリアに存在していたナスレッディンという名前の道化のホジャが多くの頓知話や笑話を残し、やがてナスレッディン・ホジャはジュハ物語をはじめとする頓知話・笑話の代名詞となったと説明した。

## アクシェヒルのナスレッディン・ホジャの霊廟
アクシェヒルの郊外には、ナスレッディン・ホジャのものとされる廟が存在する。アクシェヒルでは結婚式の際にホジャの廟を詣でて披露宴にホジャを招待しなければ夫婦の仲はうまくいかないと信じられており、廟の土は眼病に効果があると言われている。
メフメト2世の時代のワクフの登記簿にはホジャの廟とマドラサ（学校）が記載されているが、当時は廟の荒廃が著しかったと考えられている。廟の中に立つ墓碑にはヒジュラ暦386年（996年/7年）に廟に葬られた人物が没したことが記録されているが、土地の人間はひょうきんな性格のホジャの言うことを鵜呑みにしてはいけないといい、フアト・キョプリュリュは没年を逆さに読んでヒジュラ暦683年（1284年/5年）を実際のホジャの没年と推定した 。

## 無形文化遺産
2022年、トルコ、アゼルバイジャンと中央アジア5カ国の連名推薦により、「ナスレッディン・ホジャの口承」はUNESCOの無形文化遺産に登録される。

## 小話集の主な日本語訳
- 『ホジャの笑い話』（児島満子、児島和男訳・再話, れんが書房新社, 1997年3月）NCID BA30502012
- 『ナスレッディン・ホジャ物語：トルコの知恵ばなし』（護雅夫訳, 平凡社〈東洋文庫 38〉1965年3月／〈ワイド版東洋文庫 38〉2007年9月）NCID BA88305265
- 児島和男 著／RINTARO 絵 (2013年第2版). “トルコの愉快なおじさん ナスレッディン・ホジャのお話” (PDF 3.8MB).  東京・トルコ・ディヤーナト・ジャーミイ トルコ文化センター. 2023年1月27日閲覧。
- 『天からふってきたお金：トルコのホジャのたのしいお話』（アリス・ケルジー(英語版 Alice G. Kelsey)文・岡村和子訳・和田誠絵, 岩波書店〈岩波おはなしの本〉1964年7月）NCID BN09890605 ※英訳からの重訳